# Institut national des recherches agricoles du Bénin
L'Institut national des recherches agricoles du Bénin (INRAB) est un établissement public béninois à caractère scientifique et technique, doté d’une personnalité civile et de l’autonomie financière. Placé sous la tutelle du Ministère chargé de l’Agriculture, ayant pour objectif la production des technologies pour le monde rural en harmonie avec la préservation des ressources naturelles.

## Historique
L’Institut National des Recherches Agricoles du Bénin remplace en 1992 la Direction de la Recherche Agronomique (DRA). 

## Localisation
il est situé au Bénin sur la route de Institut international d'agriculture tropicale dans la commune d'Abomey-Calavi.